# Sterjos Papachristos
Sterjos Papachristos, gr. Στέργιος Παπαχρήστος  (ur. 26 stycznia 1989 w Cholargos) – grecki wioślarz.

## Osiągnięcia
- Mistrzostwa Świata Juniorów – Amsterdam 2006 – czwórka podwójna – 8. miejsce[1].
- Mistrzostwa Świata U-23 – Hazewinkel 2006 – dwójka podwójna – 4. miejsce[1].
- Mistrzostwa Świata Juniorów – Pekin 2007 – jedynka – 6. miejsce[1].
- Mistrzostwa Europy – Ateny 2008 – dwójka podwójna – 12. miejsce[1].
- Mistrzostwa Świata U-23 – Račice 2009 – dwójka bez sternika – 1. miejsce[1].
- Mistrzostwa Świata – Poznań 2009 – czwórka bez sternika – 10. miejsce[1].
- Mistrzostwa Europy – Brześć 2009 – czwórka bez sternika – 1. miejsce[1].
- Mistrzostwa Europy – Montemor-o-Velho 2010 – czwórka bez sternika – 2. miejsce[1].